# Ennin
Ennin (圓仁 sau 円仁?) (794-864) a fost un călugăr budist japonez, al treilea stareț al școlii budiste Tendai. El mai este cunoscut și sub numele postum de Jikaku Daishi (慈觉大师?).

## Viață
Ennin s-a născut prin anul 793 sau 794, într-un mic sătuc din actuala prefectură Tochigi, din Japonia. La vârsta de 14 a devenit călugăr și a plecat la templul Enryaku-ji, sediul sectei Tendai.
În anul 838, Ennin a plecat împreună cu o misiune diplomatică în China, la curtea imperială a dinastiei Tang. S-a stabilit undeva în actuala provincie chineză Shanxi, unde a vizitat numeroase temple budiste. Mai târziu, a mers la Chang'an, în aceea vreme capitala Chinei, unde a fost hirotonit în ambele ritualuri ezoterice mandala.
Ennin a fost martor al marii persecuții anti-budiste din China dintre anii 842-846. Ca urmarea a persecuției, a fost deportat înapoi în Japonia, în anul 847. A adus din China 584 de texte budiste (802 fascicule) și 59 obiecte de rit (inclusiv mandale).
Întors în Japonia, s-a reinstalat la Enryaku-ji, unde a devenit stareț și patriarh al sectei Tendai, în anul 854. A promovat meditația amidistă și a intrat în conflict cu un alt călugăr Tendai, călugărul Enchin. În urma disputelor dintre cei doi, secta Tendai s-a împărțit în alte două secte: Sammon (urmașii lui Ennin) și Jimon (urmașii lui Enchin). 
De asemenea, Ennin a întemeiat templul Yamadera⁠(en)[traduceți]. El a mai scris 100 de cărți, dintre care unele din ele vorbesc despre călătoria sa pe mare și persecuția budiștilor din China.